# 维尔纳·朔伊尔曼
维尔纳·朔伊尔曼（德語：Werner Scheurmann，1909年9月27日—？），瑞士男子手球运动员。他曾代表瑞士参加1936年夏季奥林匹克运动会手球比赛，获得一枚铜牌，他在赛事的其中一场比赛有上场。